# 瑪格麗特的春天
《瑪格麗特的春天》是一部2017年由王宁執導的中國大陸電影，並由田亮、胡杏儿、艾伦、赵文琪、王自健、石安妮主演。

## 剧情简介
賭神之女與首富之子即將舉行一場世紀婚禮，有關婚禮的一切頓時成了引人矚目的熱門話題。一時間，婚禮造型師，婚宴主廚，品酒師，娛樂小報主編，過氣女明星，八國混血貴族，各懷心思紛紛來到澳門，幾段陰差陽錯又妙趣橫生的戀情就此展開。

## 演员表

### 主要演员
| 主要演員 | 角色   | 備註 |
| 艾伦     | 张大成 | 新锐婚纱设计师，29岁，籍贯东北。人称“Michael哥”，虽然看起来很“娘”，却是努力上进有名气的“纯爷们儿”。他审美优质、穿着考究、逗贫幽默，是个人见人爱的欢脱暖男。亦柔亦刚的特质令张大成在时尚圈、社交场如鱼得水。                            |
| 田亮     | 陈宗翰 | “世纪婚礼”中的新郎，首富独子，洒脱浪漫、性情不羁、言词犀利，是全城名媛的倾慕对象。虽然出身显赫，但愿意与普通人交朋友、爱吃路边摊，过接地气的生活。与谢婉儿一见钟情，却因为家族生意原因收到阻挠。                                       |
| 王自健   | 牟瓜   | 著名料理大师。毕业于英国名校。是的雪宁同学兼前男友，阳光开朗、热爱运动旅行，做事专注执着，是富有生活情调的幽默男人。家中主业是饲养种猪，在以猪扒包和烤乳猪为招牌的澳门，养猪就意味着富甲一方。虽然干着土豪的生意，但却拥有贵族的品味。 |
| 胡杏儿   | 谢婉儿 | 新娘，澳门赌神之女。含金汤匙出生却毫不娇气跋扈。大大咧咧，勇敢正义，与奶娘泰婶感情甚笃。但在男女感情方面谨慎保守，属于“恐婚晕男症”患者。                                                                                               |
| 赵文琪   | 王桂兰 | 籍贯东北、28岁、时尚婚礼策划师。在职场，她是Candy，是能掌控自我，优雅节制的健身佳人。外表干练身材窈窕、品味时尚、性格傲娇，喜欢夜跑。                                                                                                  |
| 石安妮   | 雪宁   | 著名旅英品酒师，性格单纯善良，举止优雅大方，因知晓养母离异后独自养大自己的秘密，对母亲格外敬重孝顺、言听计从。按照妈妈安排好的路线学习、社交，努力成为名媛淑女。她认为猪是下等人吃的食物，因此从不吃猪肉。                             |

## 記事
- 2017年1月23日，電影宣布更改片名為《瑪格麗特的春天》，並定檔為同年3月10日。
- 2017年1月27日，電影雞年海報發布。
- 2017年2月10日，電影雞年主要演員海報發布，艾伦、田亮、王自健、胡杏儿等齊聚。
- 2017年2月14日，電影於社交媒體新浪微博發布首發預告片。
- 2017年2月27日，電影於北京舉行首映新聞發布會，主要演員王自健、胡杏兒、赵文琪、石安妮、導演王宁有出席。主要演員之一田亮及其他角色之一徐冬冬因工作關係缺席。
- 2017年3月3日，電影於社交媒體新浪微博發布最後預告片。
- 2017年3月8日，電影女神節海報發布。
- 2017年3月10日，電影上映。

## 軼事
- 本電影是第一男女主角田亮、胡杏兒首度合作，及後在2016年湖南衛視綜藝《全員加速中2》第3集：獵人學院大逆戰再度合作。
- 本電影是男主角之一王自健及第一女主角胡杏兒第2度合作。